# Lussorio
Lussorio, Luxor ou Luxorius (ou Rossore pour les Pisans) (IIIe siècle, mort le 21 août 304 au Forum de Trajan), est un martyr et un saint de l'Église catholique. Soldat romain converti, il aurait été martyrisé lors de la 4e séquence de la persécution de Dioclétien. Il est particulièrement célébré en Sardaigne, et dans la ville de Pise qui possède plusieurs reliquaires du saint dans la chapelle Dal Pozzo du Camposanto monumentale et au musée national San Matteo.

## Conversion et martyre
Luxor, légionnaire romain, se serait converti au christianisme avec deux compagnons, Camerinus et Cisellus. Il se serait converti après la lecture de la Bible et singulièrement des Psaumes. Lors de la 4e séquence de la persécution de Dioclétien, arrêté, il refusa d'abjurer sa foi chrétienne et de sacrifier aux idoles et fut condamné à être décapité.

## Culte
On rencontre des lieux de culte à saint Luxor en Sardaigne,, dans la région de Pise en Italie. La ville de Pise qui possède plusieurs reliquaires du saint dans la chapelle Dal Pozzo du Camposanto monumentale et au musée national San Matteo et en Corse où plusieurs églises lui sont dédiées.
Eglise de Zicavu. Taravu. Corse. St Luxor. San Lusoriu

## Iconographie
Une statue représentant saint Luxor est visible sur le côté droit du portail de saint Firmin le Martyr de la Cathédrale Notre-Dame d'Amiens, c'est la cinquième statue en partant du portail.

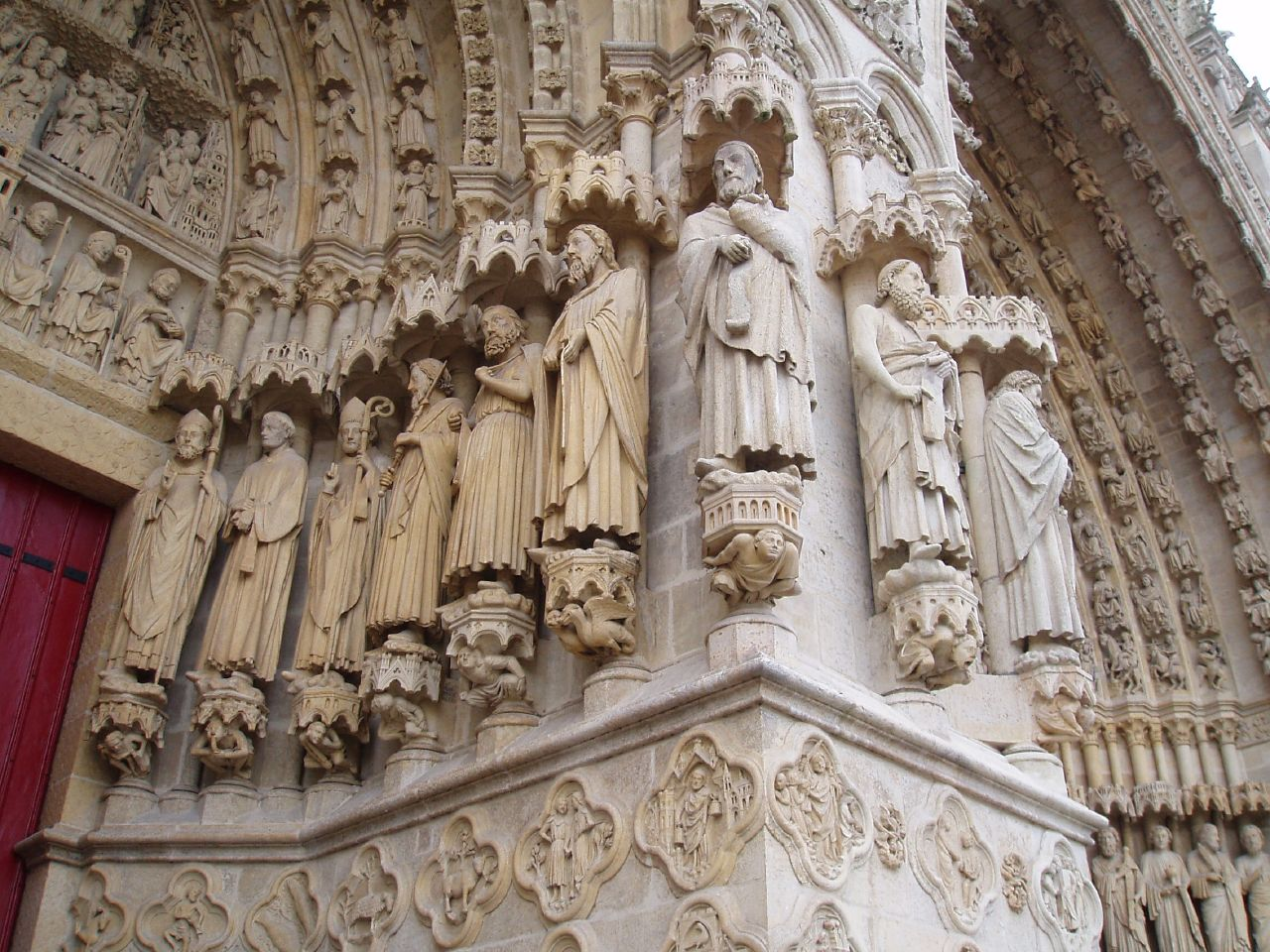
Cathédrale Notre-Dame d'Amiens, portail de saint Firmin, statue de saint Luxor
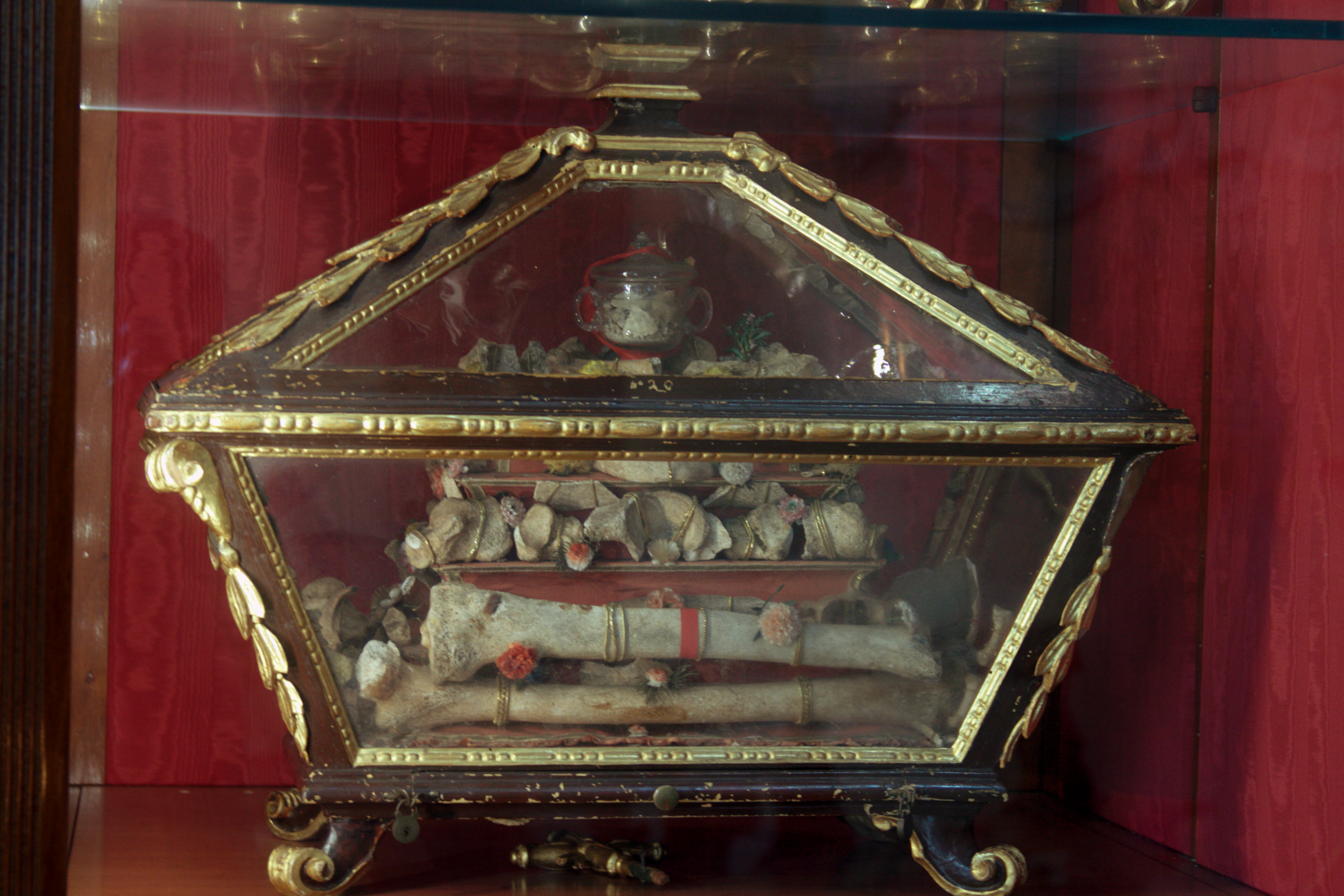
Reliquaire des saints Lussorio et Camerino dans la chapelle Dal Pozzo du Camposanto monumentale de Pise.